# Municipio de Hunter (Minnesota)
El municipio de Hunter (en inglés: Hunter Township) es un municipio ubicado en el condado de Jackson en el estado estadounidense de Minnesota. En el año 2010 tenía una población de 224 habitantes y una densidad poblacional de 2,42 personas por km².

## Geografía
El municipio de Hunter se encuentra ubicado en las coordenadas 43°37′32″N 95°9′30″O / 43.62556, -95.15833. Según la Oficina del Censo de los Estados Unidos, el municipio tiene una superficie total de 92.66 km², de la cual 92,5 km² corresponden a tierra firme y (0,17 %) 0,16 km² es agua.

## Demografía
Según el censo de 2010, había 224 personas residiendo en el municipio de Hunter. La densidad de población era de 2,42 hab./km². De los 224 habitantes, el municipio de Hunter estaba compuesto por el 99,11 % blancos, el 0,45 % eran de otras razas y el 0,45 % eran de una mezcla de razas. Del total de la población el 1,34 % eran hispanos o latinos de cualquier raza.